# Canon de 24 livres
Un canon de 24 livres est un canon tirant des boulets de 24 livres, utilisé sur des navires de guerre, dans des batteries côtières et comme artillerie de siège, du XVIIe siècle au milieu du XIXe siècle.

## Emploi

### Sur mer

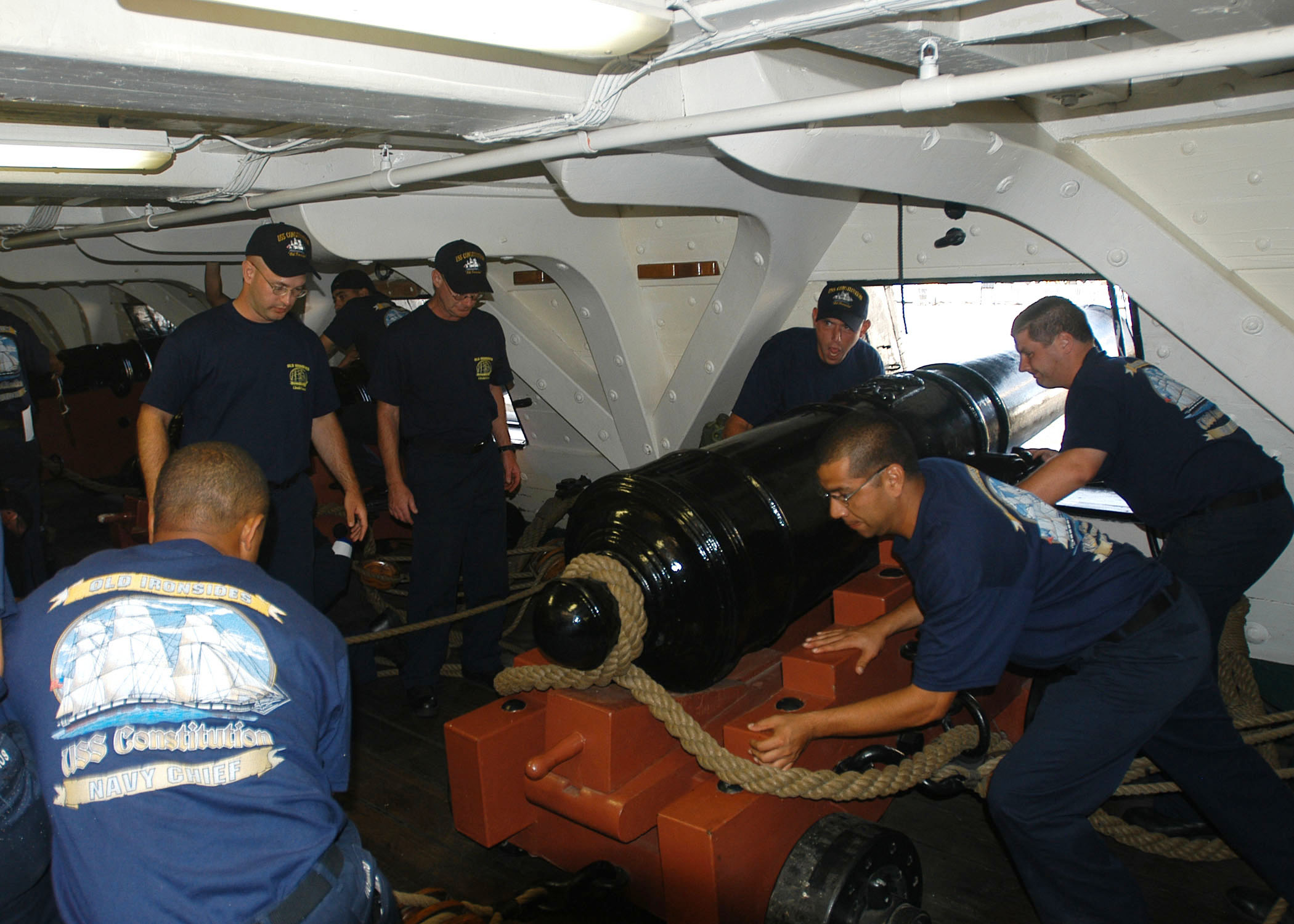
Mise en batterie d'un canon de 24 livres à bord de l' en 2005.

Le canon de 24 livres est, avec celui de 36 livres, le principal calibre (exprimé à partir du poids du boulet) utilisé en mer sur les navires de guerre britanniques, français, espagnols et américains.
À la fin du XVIIIe siècle, ce type de canon arme dans la Marine royale française :
- la deuxième batterie des trois-ponts (vaisseaux de 110 ou de 118 canons portant 34 canons de 24 livres chacun) ;
- la seconde batterie des deux-ponts de 80 canons (32 canons de 24 livres chacun) et de certains 74 canons (les Vétéran et Cassard, avec 30 canons de 24 livres chacun) ;
- la première batterie des vaisseaux de 64 canons (26 canons de 24 livres chacun) ;
- l'unique batterie des frégates de 24 (de 26 à 30 canons de 24 livres chacune).

Dans la Royal Navy, les Britanniques l'utilisent pour armer :
- la deuxième batterie des trois-ponts de 120 canons (34 canons de 24 livres chacun) ;
- la seconde batterie des vaisseaux de 84 canons (32 canons de 24 livres chacun) ;
- la seconde batterie des vaisseaux de 50 canons (22 canons de 24 livres chacun) ;
- l'unique batterie des frégates de 24 (26 canons de 24 livres chacune).

### Sur terre

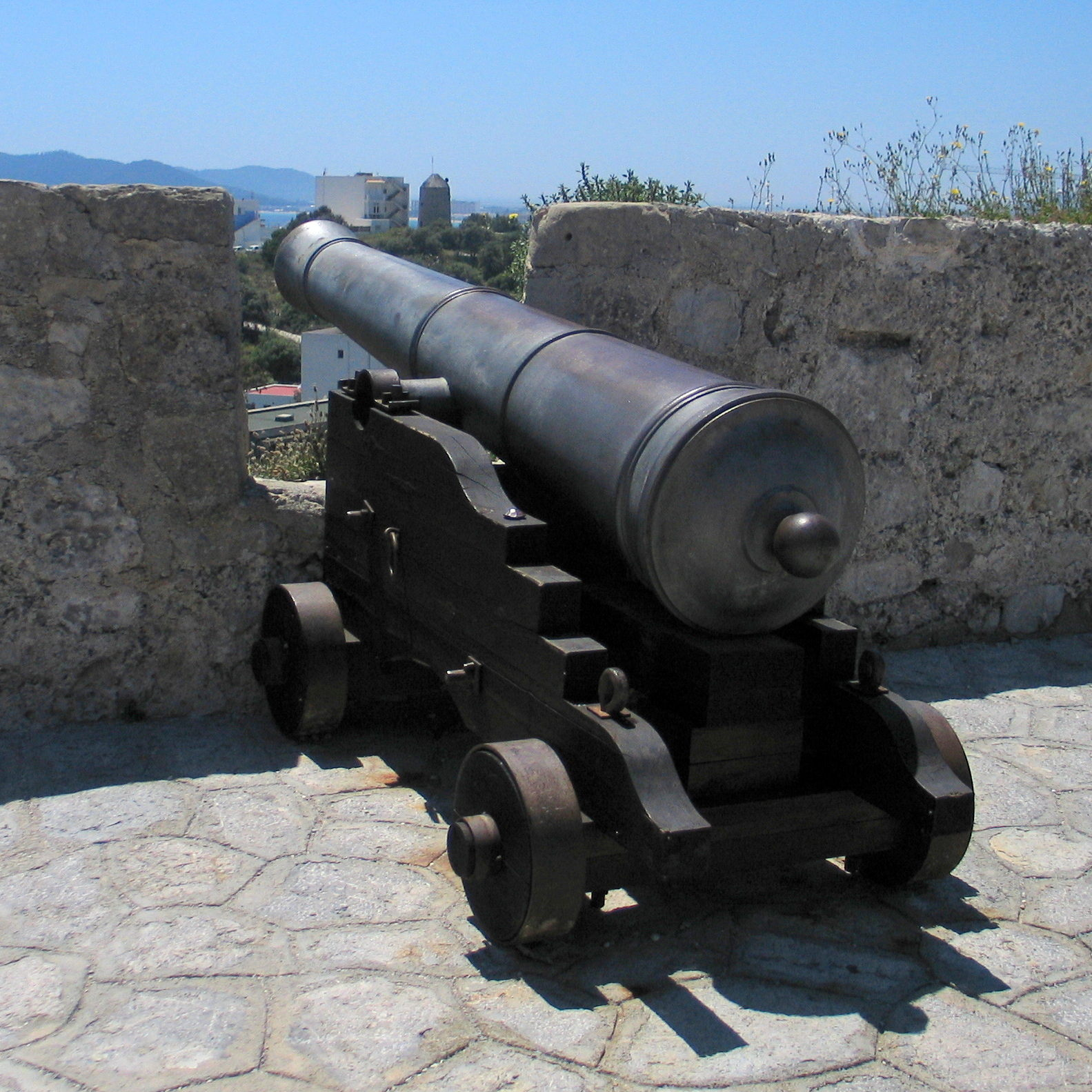
Canon de 24 livres et son affût, sur les remparts d'Ibiza.

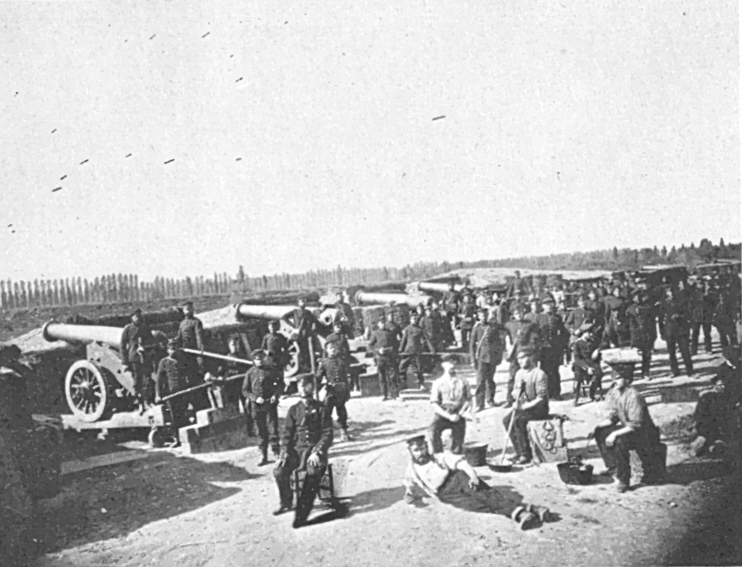
Batterie de canons de 24 livres allemands à Kehl utilisés durant le siège de Strasbourg de 1870.

Le canon de 24 livres est aussi utilisé comme artillerie de siège ; le vicomte de Gribeauval a allégé la pièce à la fin du XVIIIe siècle.

## Dimensions
Les dimensions d'un canon de 24 livres varient selon la nationalité et l'époque. Les mesures suivantes sont celles des canons de 24 livres français selon le règlement de 1786, fondus en fer.
- Masse du canon : 2 500 kilogrammes
- Masse de l'affût : 470 kilogrammes
- Longueur du canon : 9 pieds 6 pouces
- Longueur du tube : 2,735 mètres
- Diamètre de l'âme : 152,2 millimètres
- Masse du boulet de 24 : 11,7 kilogrammes

NB : la livre française (ou « livre de poids de marc », soit 489,5 grammes) étant un peu plus importante que celle britannique (ou « livre avoirdupois », soit 453,6 grammes). Ainsi, le boulet britannique de 12 livres anglaises pesait l'équivalent de 11,12 livres françaises, tandis que le boulet français de 12 livres pesait au Royaume-Uni, 12 livres et 15 onces.
 
La conséquence est qu'en cas de prise d'un navire, l'ensemble de son artillerie devait être intégralement remplacée afin d'être adaptée aux munitions en usage dans le pays qui s'était emparé du vaisseau.
Il faut douze servants pour mettre en batterie cette pièce d'artillerie de trois tonnes, auxquels s'ajoute le mousse pourvoyeur.

Canons de 24 de l'USS Constitution
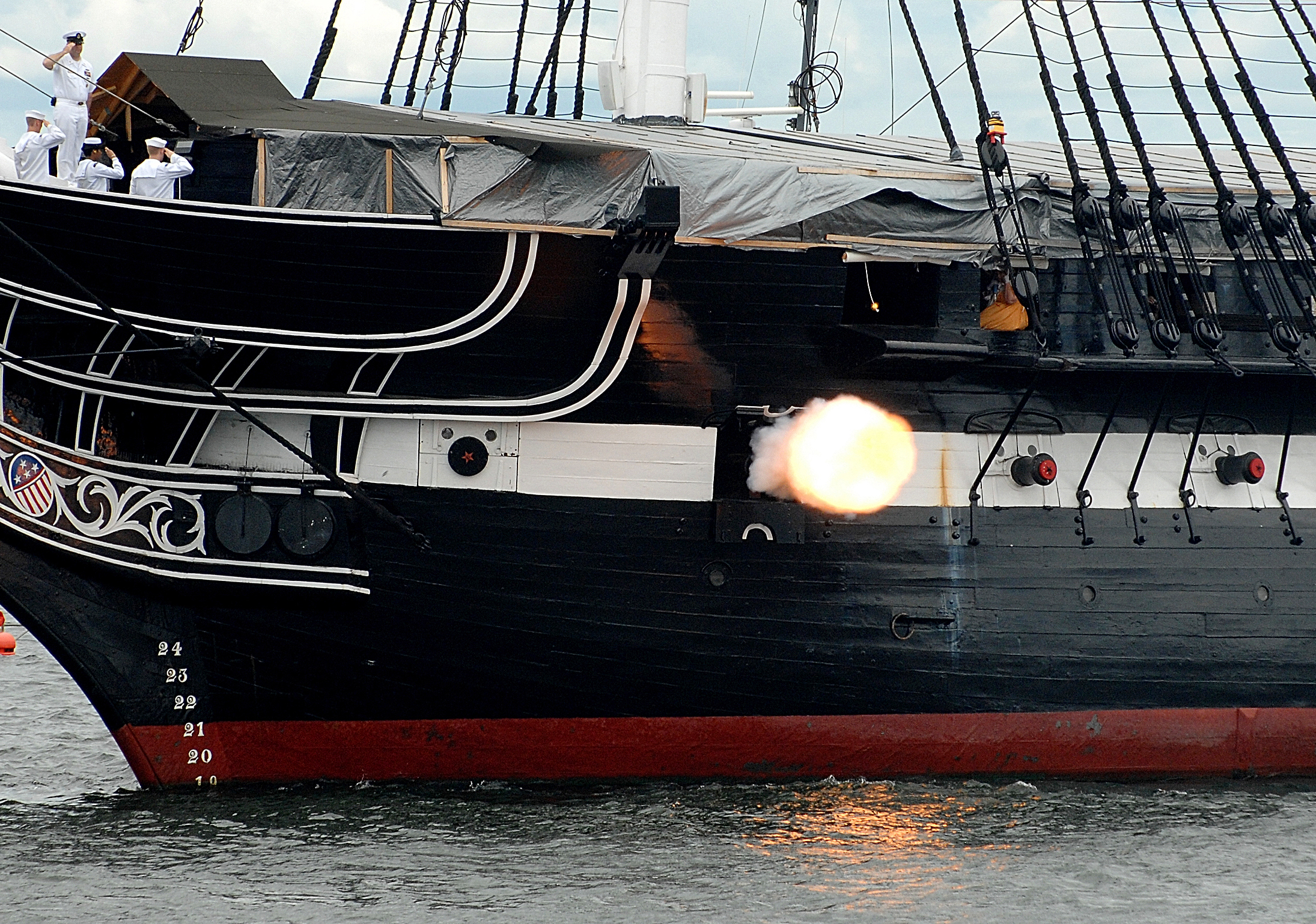
Salut de 21 coups de canon.
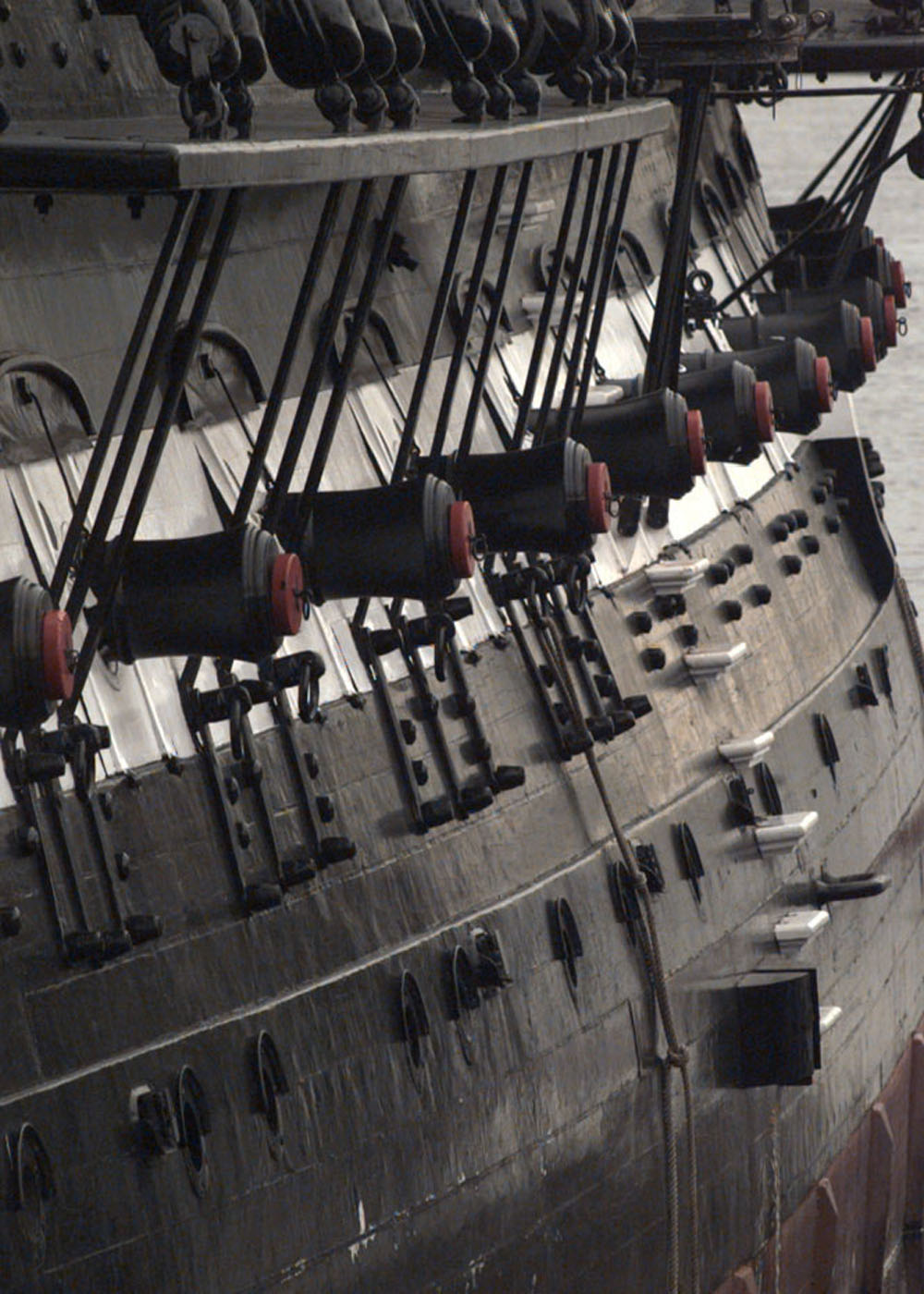
Alignement des tubes d'un bord.
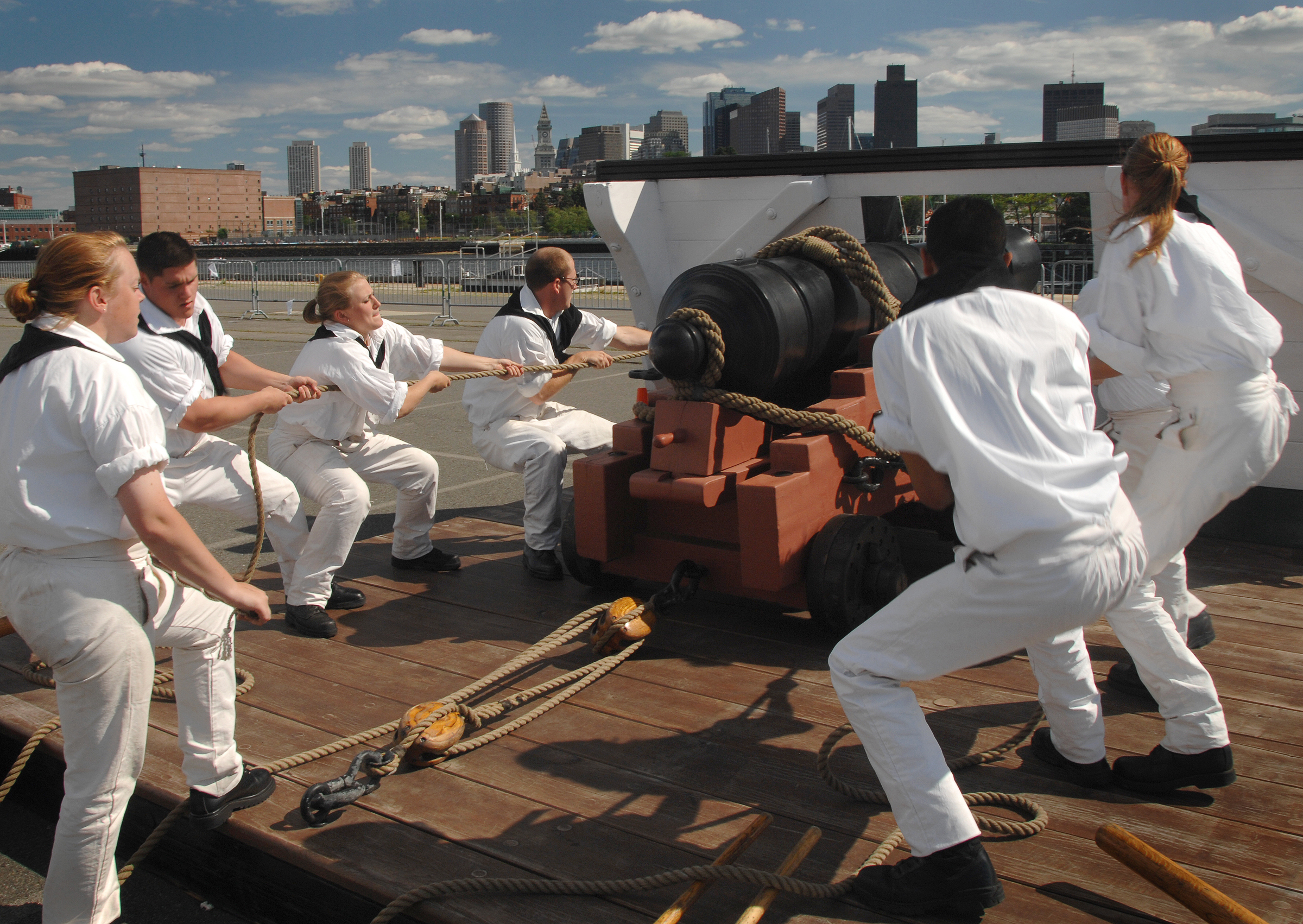
Exercice à terre de manœuvre du canon.
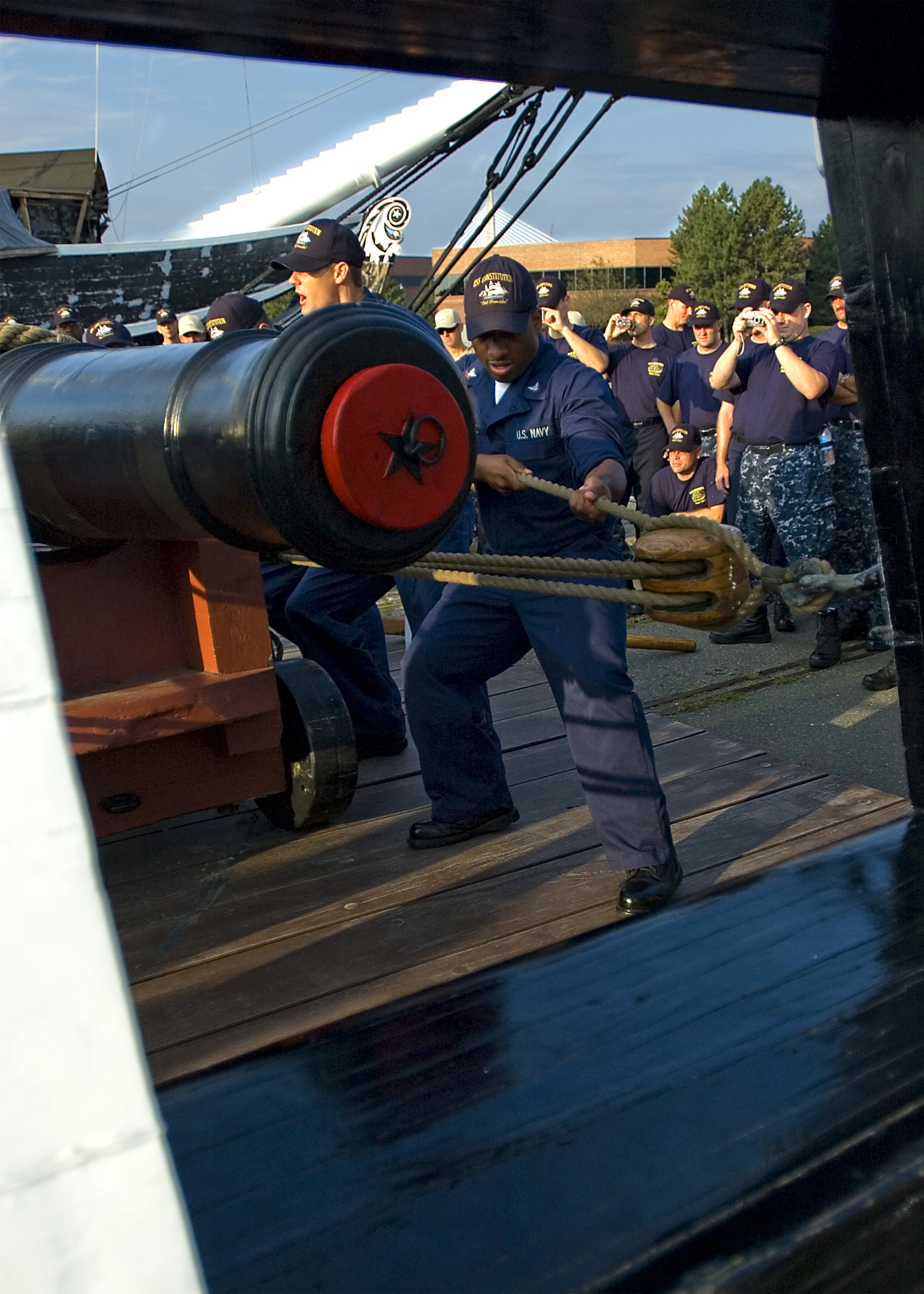
Exercice de mise à batterie.